# Consell dels Vint
Consell de Vint o Consell dels Vint és el nom amb el qual fou conegut el consell de la mercaderia de Barcelona, creat a través d'un privilegi per Joan I de Catalunya-Aragó el 1394.
El Consell de Vint era el consell a través del qual actuava el Consolat de Mar. El Consell dels Vint era format per vint consellers de la mercaderia, elegits, des del 1536, per insaculació d'entre els mercaders matriculats, una part d'entre els majors o vells, o sigui, els majors de quaranta anys, i l'altra, els joves, o majors de vint-i-cinc, els quals actuaven juntament amb els dos cònsols de mar i els dos defensors de la mercaderia. Disposava, a més, d'un advocat, un síndic i dels oficials subalterns (porters i guardes) que administraven el dret del pariatge, concedit per Joan I, amb el qual podrà organitzar la seva estructura financera. A diferència d'altres ciutats, era supeditat als consellers i al Consell de Cent. La seva composició estava formada, concretament, pel president de la Cambra i per vint cònsols, dels quals dinou eren designats pel Ple de la Cambra, a proposta del Comitè Executiu, tots ells persones de prestigi reconegut en els camps industrial, comercial i de serveis de la demarcació cameral, procurant que la representació abracés el més gran nombre de sectors empresarials. Un vintè cònsol serà el president o presidenta de la Llotja de Cereals de Barcelona, atesa la cooperació històrica d'aquesta amb el Consolat de Mar. El Consell dels Vint fou suprimit amb el decret de Nova Planta de 1716. Les seves funcions foren continuades el 1758 per la Junta de Comerç.